# Burg Miesbach
Die Burg Miesbach ist eine abgegangene Burg an der Stelle des heutigen Landratsamtes in Miesbach im Landkreis Miesbach in Bayern. „Untertägige mittelalterliche und frühneuzeitliche Siedlungsteile der historischen Marktsiedlung Miesbach mit abgegangener Burg des hohen Mittelalters“ werden als Bodendenkmal unter der Aktennummer D-1-8237-0106 geführt. 
Die vermutlich im 11. bis 12. Jahrhundert erbaute Burg wurde 1312 von den Waldeckern zerstört, womit der erste Schritt zur Ablösung des Gebietes vom Bistum Freising eingeleitet wurde. „Das älteste Kirchlein zu Miesbach befand sich vermutlich innerhalb der Mauern der Burg Miesbach und wurde mit dieser im Jahr 1312 zerstört.“ (Prälat Heimbucher: )
Von der ehemaligen Burganlage sind keine Reste erhalten.